# The Drums of Jeopardy (1923)
The Drums of Jeopardy is een Amerikaanse stomme film uit 1923, onder regie van Edward Dillon met in de hoofdrollen Elaine Hammerstein en Wallace Beery. De film is gebaseerd op de gelijknamige roman uit 1920 van Harold MacGrath. Destijds werd de film in Nederland uitgebracht onder verschillende titels: De tambours van Jeopardy, De strijd om de Russische kroonjuwelen en De dans des Doods.

## Verhaal
Groothertog Alexis van Rusland geeft zijn privésecretaris Jerome Hawksley twee onschatbare juwelen, bekend als de "Drums of Jeopardy", die naar verluidt een sinistere macht over hun eigenaar uitoefenen. Gregor Karlov probeert de juwelen te stelen in New York, waar ze ter bewaring naartoe gestuurd zijn. Hij vermoordt bankier Burrows, de man aan wie de juwelen zijn toevertrouwd, en ontvoert Hawksley.
Burrows' dochter, Dorothy, werkt samen met geheim agent Cutty om de moordenaar van haar vader voor het gerecht te brengen. Ze lokaliseren Karlov in een café in New York, waar hij gedood wordt in een gevecht. Hawksley trouwt met Dorothy en de juwelen worden aan hem teruggegeven.

## Rolverdeling
| Acteur             | Personage       |
| ------------------ | --------------- |
| Elaine Hammerstein | Dorothy Burrows |
| Jack Mulhall       | Jerome Hawksley |
| Wallace Beery      | Gregor Karlov   |
| David Torrence     | Cutty           |
| Maude George       | Olga Andrevich  |
| Eric Mayne         | Banker Burrows  |
| Forrest Seabury    | Stefani         |

## Trivia
- De naam van de schurk in het verhaal heette oorspronkelijk Boris Karlov, maar toen acteur Boris Karloff rond 1923 naambekendheid begon te krijgen, werd de naam van het personage veranderd in Gregor Karlov om verwarring te voorkomen. In de remake van de film uit 1931 werd de naam weer veranderd in Boris Karlov.